# どこまでも馬鹿な男
『どこまでも馬鹿な男』（The Perfect Fool）は、グスターヴ・ホルストの音楽と台本による1幕のオペラ。ホルストはこの作品を1918年から1922年にかけて作曲した。初演は1923年5月14日、ロンドンのコヴェント・ガーデン劇場にて行われた。ホルストは当初クリフォード・バックスに台本の執筆を依頼していたが、バックスは断った。
スコアでは、ホルストがヴェルディ、ワーグナーの『パルジファル』とドビュッシーの作品を皮肉っている。魔法使いとトルバドゥールが王女に求愛するが無下に断られ、魔法使いが町を破壊しようとするが、結果として馬鹿が魔法使いを倒すことになる。このオペラでは、馬鹿の声部は唯一つの言葉（"No."）よりなる。ドナルド・フランシス・トーヴィーの解釈によれば、王女はオペラの世界を、そして馬鹿は英国民を表している。
ストーリーが難解であると受け止められたため、オペラは成功しなかった。初演の翌年には英国放送協会によりライブ中継されたが、その後再演される機会は少ない。
演奏時間は約1時間10分。

## 構成
導入部はバレエ組曲としてしばしば単独で演奏される。
- Andante （祈り）
- 地の精の踊り (Moderato - Andante)
- 水の精の踊り (Allegro)
- 火の精の踊り (Allegro moderato - Andante)

## 登場人物
- 馬鹿/農夫：テノール。
- 魔法使い：バリトン。
- トルバドゥール：テノール。
- 旅行者：バス。
- 王女：ソプラノ。
- 馬鹿の母：コントラルト。